# 40e brigade de défense côtière
La 40e brigade de défense côtière (ukrainien : 40 окрема бригада берегової оборони) anciennement, la 150e brigade mécanisée (en ukrainien : 150 окрема механізована бригада, romanisée :  150 okrema mekhanizovana bryhada, abrégé en 150 ОМБр ; numéro d'unité militaire A4935), est une formation du corps d'infanterie navale ukrainienne, auparavant des forces terrestres ukrainiennes formée en 2023. Elle est créée en même temps que quatre autres brigades dans le cadre de l'invasion russe de l'Ukraine en 2022. 

## Historique

### Invasion russe de l'Ukraine

#### Création
Le 17 octobre 2023, la brigade reçoit un numéro d'identification d'unité militaire et entre en formation. La brigade indique qu'elle est formée selon les normes de l'OTAN. Selon Forbes (magazine), les brigades recrutent leurs cadres parmi les officiers et sous-officiers expérimentés dans les brigades existantes, tandis que le reste du personnel est pourvu par de nouvelles recrues mobilisées.

#### Bataille de Toretsk
A partir de juillet 2024, la brigade opère son premier déploiement sur le front. Des images géolocalisées indiquent que des éléments de la brigade sont déployés dans la direction de Toretsk, en face de Horlivka, dans l'oblast de Donetsk pour aider à stabiliser la situation près de Niou-Iork et de Toretsk même. Toutefois, la brigade subit rapidement des pertes importantes dès le mois d'août et montre des défaillances au combat. Après à peine un peu plus d'un mois, elle est retirée du front pour être transféré vers Kherson.

#### Transformation en brigade côtière
Fin décembre 2024, en raison des problèmes rencontrés sur le champ de bataille, la brigade est transfomée en brigade de défense côtière et transférée au corps de marines ukrainien. La brigade arrête plusieurs assauts russes dans l'oblast de Kherson, détruisant plusieurs bateaux, pièces d'équipement, positions et tuant également des soldats russes à l'aide de drones. En janvier 2025, de nombreux navires russes ont été détruits par la brigade sur le Dniepr.

## Structure

### Ordre de bataille en 2024
- État-major de la brigade ;
  - 
    -  Compagnie de protection du QG ;

  -  1er bataillon mécanisé ;
  -  2e bataillon mécanisé ;
  -  3e bataillon mécanisée ;
  -  Bataillon motorisé ;
  -  Bataillon de chars;
  -  Groupe d'artillerie de la brigade;
    - 
      -  État-major du groupe d'artillerie
      -  Unité de contrôle et d'acquisition de cibles ;

    -  Bataillon (дивізіон) d'artillerie automotrice[9] ;
    -  Bataillon d'artillerie automotrice ;
    -  Bataillon de lance-roquettes multiples (BM-21 Grad) ;
    -  Bataillon anti-char

  -  Bataillon antiaérien (9K35 Strela-10 et 2K22 Toungouska) ;
  -  Bataillon du du génie ;
  -  Compagnie de reconnaissance (sur BRDM-2) ;
  -  Bataillon de logistique ;
  -  Bataillon de maintenance ;
  -  Compagnie de transmissions ;
  -  Compagnie de radar ;
  -  Compagnie médicale (soins et évacuation) ;
  -  Compagnie de protection NRBC.

### Ordre de bataille en 2025
- État-major de la brigade ;
  - 
    -  Compagnie de protection du QG ;

  -  1er bataillon de défense côtière ;
  -  2e bataillon de défense côtière ;
  -  3e bataillon de défense côtière ;
  -  4e bataillon de défense côtière ;
  -  Bataillon de chars;
  -  Groupe d'artillerie de la brigade;
    - 
      -  État-major du groupe d'artillerie
      -  Unité de contrôle et d'acquisition de cibles ;

    -  Bataillon (дивізіон) d'artillerie automotrice[10] ;
    -  Bataillon d'artillerie automotrice ;
    -  Bataillon de lance-roquettes multiples (BM-21 Grad) ;
    -  Bataillon anti-char

  -  Bataillon antiaérien (9K35 Strela-10 et 2K22 Toungouska) ;
  -  Bataillon du du génie ;
  -  Bataillon de drone "Orion" ;
  -  Compagnie de reconnaissance (sur BRDM-2) ;
  -  Bataillon de logistique ;
  -  Bataillon de maintenance ;
  -  Compagnie de transmissions ;
  -  Compagnie de radar ;
  -  Compagnie médicale (soins et évacuation) ;
  -  Compagnie de protection NRBC.

### Matériel et équipement
La nouvelle brigade ukrainienne, qui a été formée début 2024, s’est mécanisée et a reçu un certain nombre de véhicules blindés soviétiques et ukrainiens modernisés :
- Lutte antiaérienne : canons antiaériens soviétiques ZU-23-2 et AZP S-60
- bataillon de chars : T-64BV mod. 2017
- bataillons mécanisés/défenses côtières : véhicules blindés BVP-2 livrés par la Tchéquie, BMP2 et BMP-1TS ukrainiens. Blindés de transports de troupes YPR-765 néerlandais et BvS10 suédois. MRAP International MaxxPro, blindés légers Humvees
- compagnie de reconnaissance : véhicules BRDM-2
- dépannage : BREM-2
- groupe d'artillerie : canons automoteurs 2S1 Gvozdika, MLRS BM-21 Grad

## Insigne

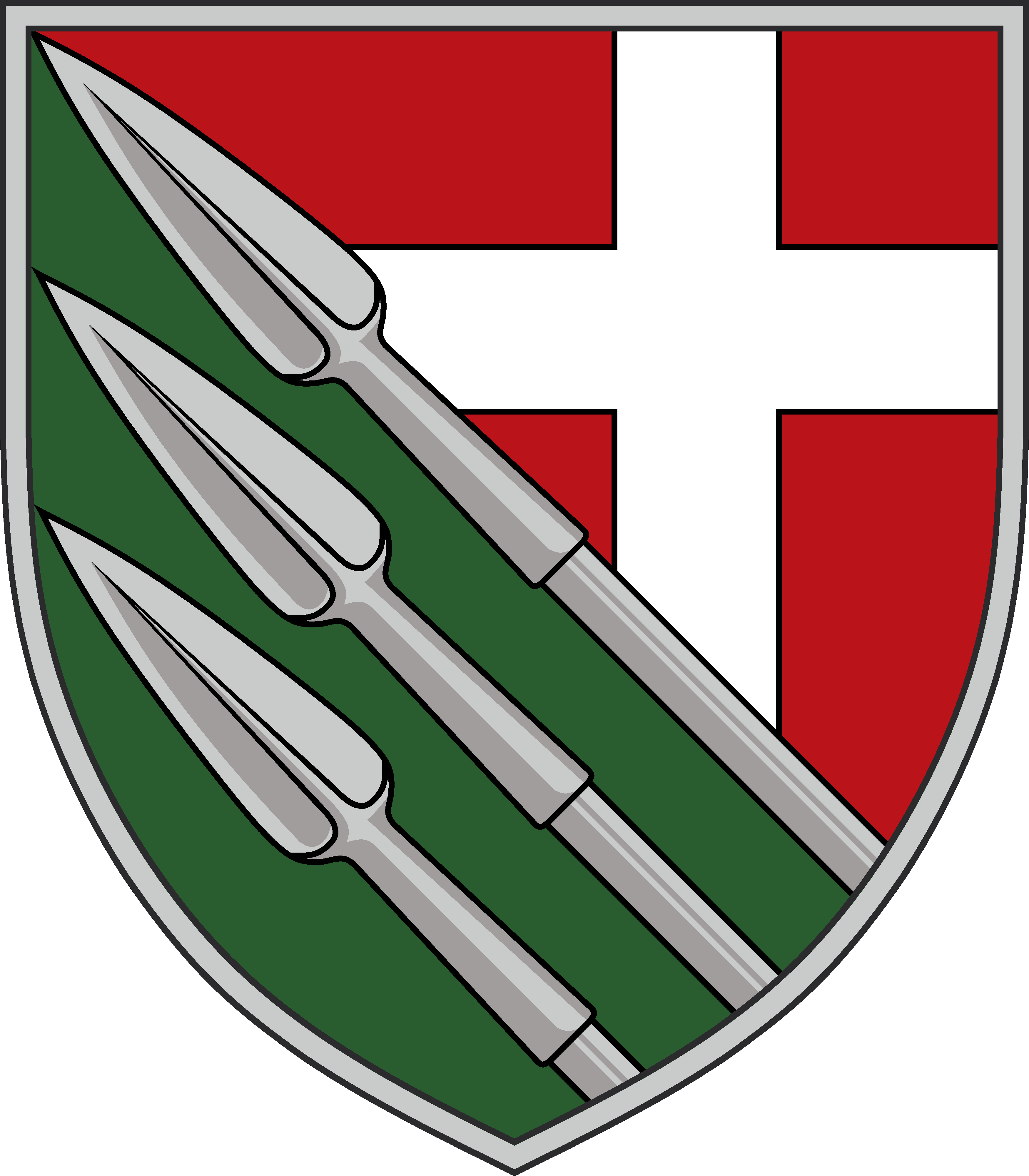
Insigne de la 150e brigade mécanisée (2023-2024)